# Tarłów
Tarłów – wieś w Polsce położona w województwie świętokrzyskim, w powiecie opatowskim. Siedziba gminy Tarłów. 
Wieś jest siedzibą rzymskokatolickiej parafii Świętej Trójcy.
| SIMC    | Nazwa | Rodzaj    |
| ------- | ----- | --------- |
| 0808587 | Górki | część wsi |

W latach 1550–1870 samodzielne miasto. W latach 1954–1972 wieś należała i była siedzibą władz gromady Tarłów. W latach 1975–1998 Tarłów położony był w województwie tarnobrzeskim.
Miejscowość leży na trasie zielonego szlaku rowerowego im. Witolda Gombrowicza oraz przy drodze krajowej nr 79.

## Historia
W 1550 Andrzej Tarło założył na terenach wsi Czekarzewice miasto Tarłów. Miejscowość otrzymała prawa miejskie na podstawie przywileju wydanego przez króla Zygmunta Augusta w Piotrkowie. Również na podstawie przywileju mieszczanie tarłowscy byli zwolnieni z płacenia podatków przez kolejne 20 lat. W 1614 powstał pierwszy, drewniany kościół, ufundowany przez Mikołaja Oleśnickiego. W 1629 roku właścicielem miasta w powiecie sandomierskim województwa sandomierskiego był Mikołaj Olesnicki. W 1636 r. wybudowano szpital, a w 1647 kościół drewniany został zastąpiony murowanym kościołem pw. Świętej Trójcy, który stoi w Tarłowie do dzisiaj.

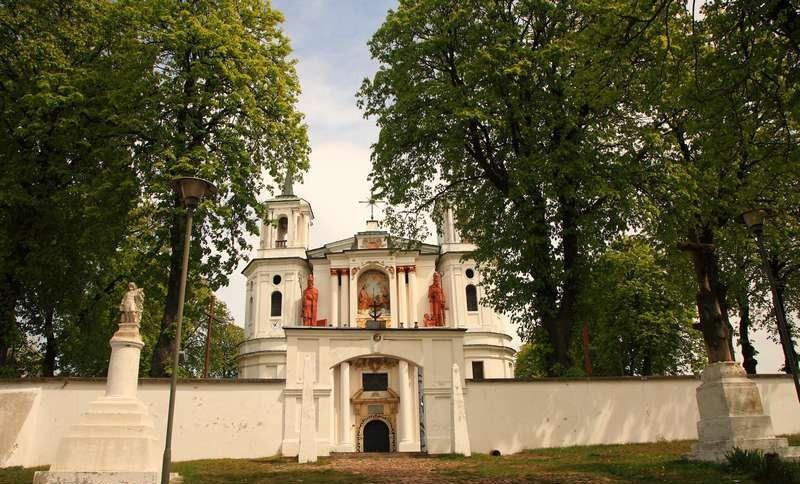
Kościół św. Trójcy

W czasie potopu szwedzkiego Tarłów został w ogromnym stopniu zniszczony przez Szwedów. W 1664 król Jan Kazimierz wydał miejscowym garncarzom przywilej zezwalający na swobodny handel oraz wolny spław towarów Wisłą do Gdańska. W XVIII wieku Tarłów podupadł. Pragnąc pomóc miastu, król Stanisław August Poniatowski nadał mu pierwotne przywileje z 1550.
W 1851 miasto zostało zniszczone przez wielki pożar. Ocalał tylko kościół Świętej Trójcy i cztery domy. W czasie powstania styczniowego przebywał tu oddział Dionizego Czachowskiego. Po powstaniu, w 1869, Tarłów utracił prawa miejskie. W 1873 epidemia cholery zdziesiątkowała mieszkańców Tarłowa. Na cholerę umarli miejscowi mistrzowie garncarscy. Nastąpił upadek rzemiosła.

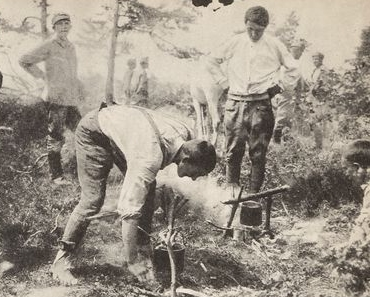
Biwak polskich legionistów w lesie

W 1877 w Tarłowie powstał sąd gminny, w 1905 remiza straży pożarnej. Od 1927 działa szkoła powszechna, której budynek po rozbudowie służy do dzisiaj. W 1915 w rejonie Tarłowa bitwę z Rosjanami stoczyła I Brygada Legionów Polskich. W 1929 w Tarłowie powstał kościół i parafia polskokatolicka. 
Podczas okupacji hitlerowskiej, 12 maja 1941 roku Niemcy utworzyli getto dla żydowskich mieszkańców. Przebywało w nim około 2200 Żydów. W 29 października 1942 zostali wywiezieni do obozu zagłady Treblinka II i tam zamordowani. W 1943 powstała kompania AK Tarłów, o kryptonimie Próg. W czasie okupacji w Tarłowie i okolicach miały miejsce masowe egzekucje. W 1944 w rejonie Tarłowa toczyły się walki o przyczółek baranowsko-sandomierski. Do walki z Niemcami przystąpiły także miejscowe oddziały Armii Krajowej. 
W latach powojennych Tarłów był siedzibą gminy, początkowo w województwie kieleckim, a od 1975 w województwie tarnobrzeskim. Od 1999 Tarłów administracyjnie należy do powiatu opatowskiego, w województwie świętokrzyskim.

## Osoby związane z Tarłowem
- Stanisław Ładyka (ur. 1 stycznia 1928, zm. 24 sierpnia 2012 w Tarłowie) – profesor ekonomii, specjalista z dziedziny żeglugi i handlu zagranicznego, rektor Wyższej Szkoły Ekonomicznej w Sopocie i współtwórca Uniwersytetu Gdańskiego

## Zabytki

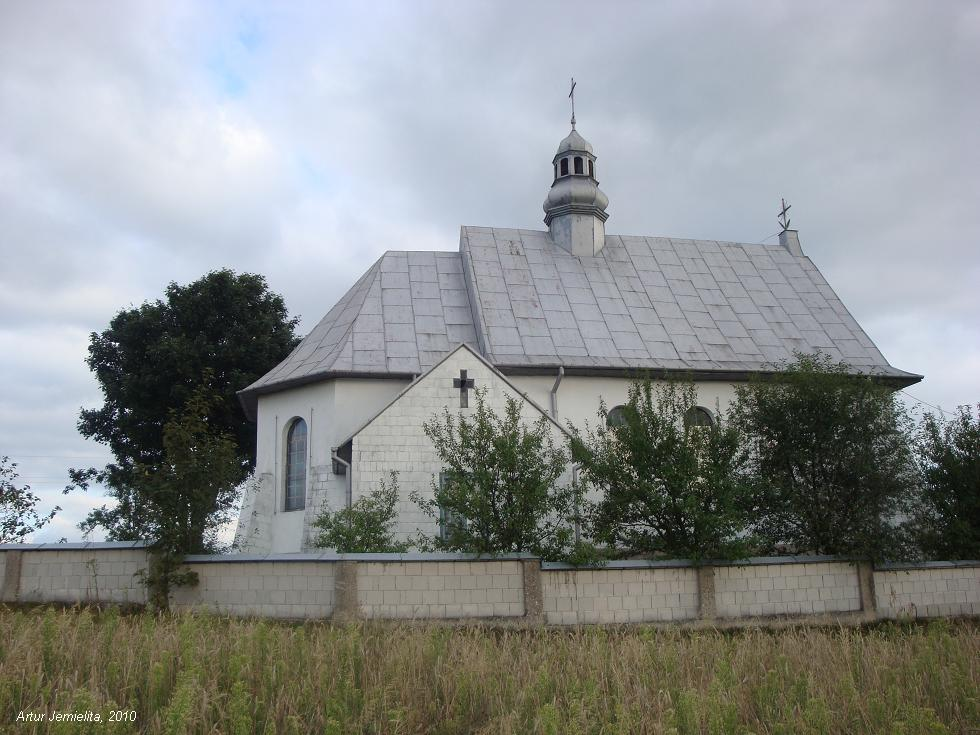
Kościół polskokatolicki Świętego Ducha

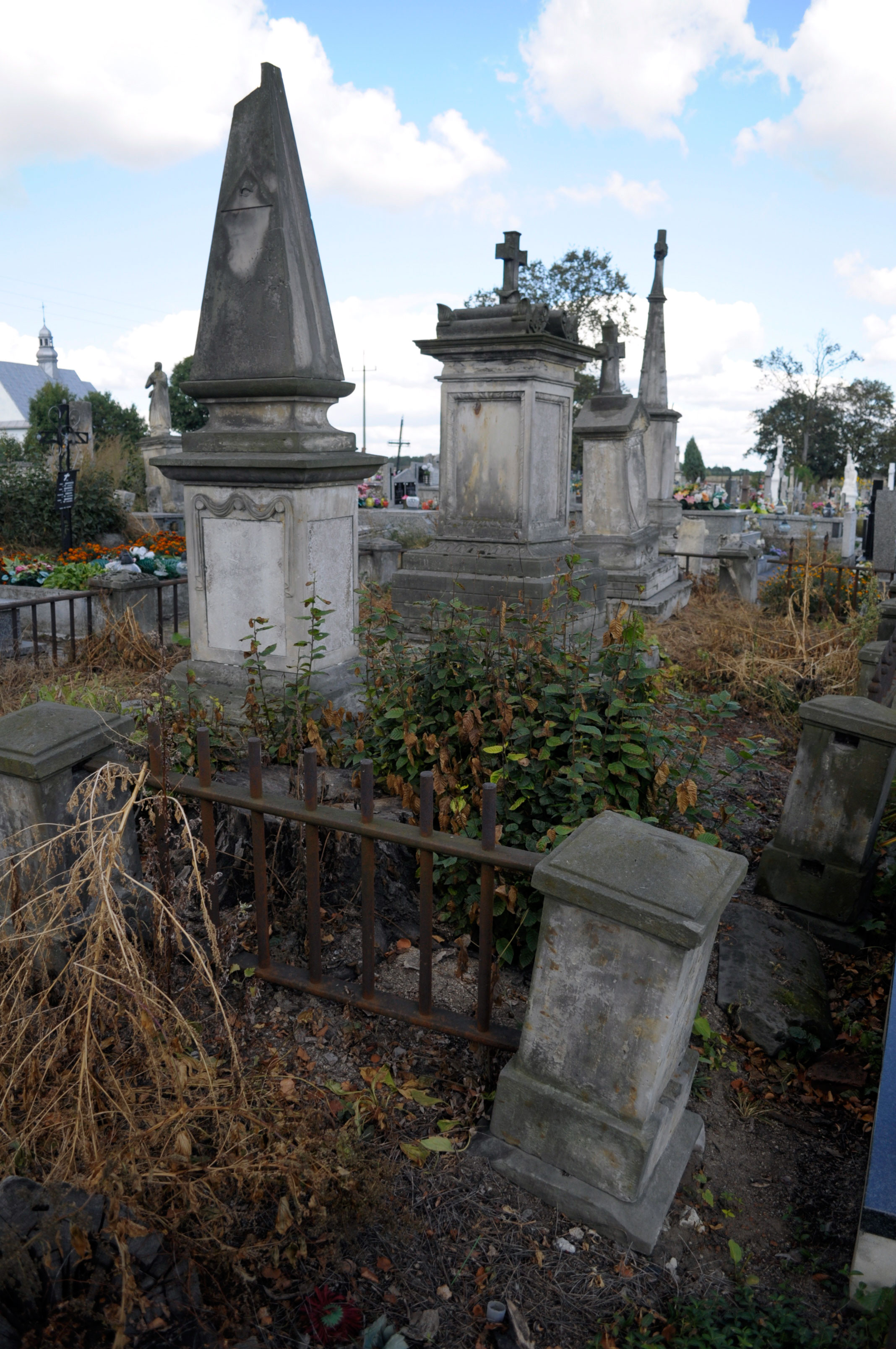
Cmentarz parafialny - widoczne zaniedbane stare, zabytkowe nagrobki

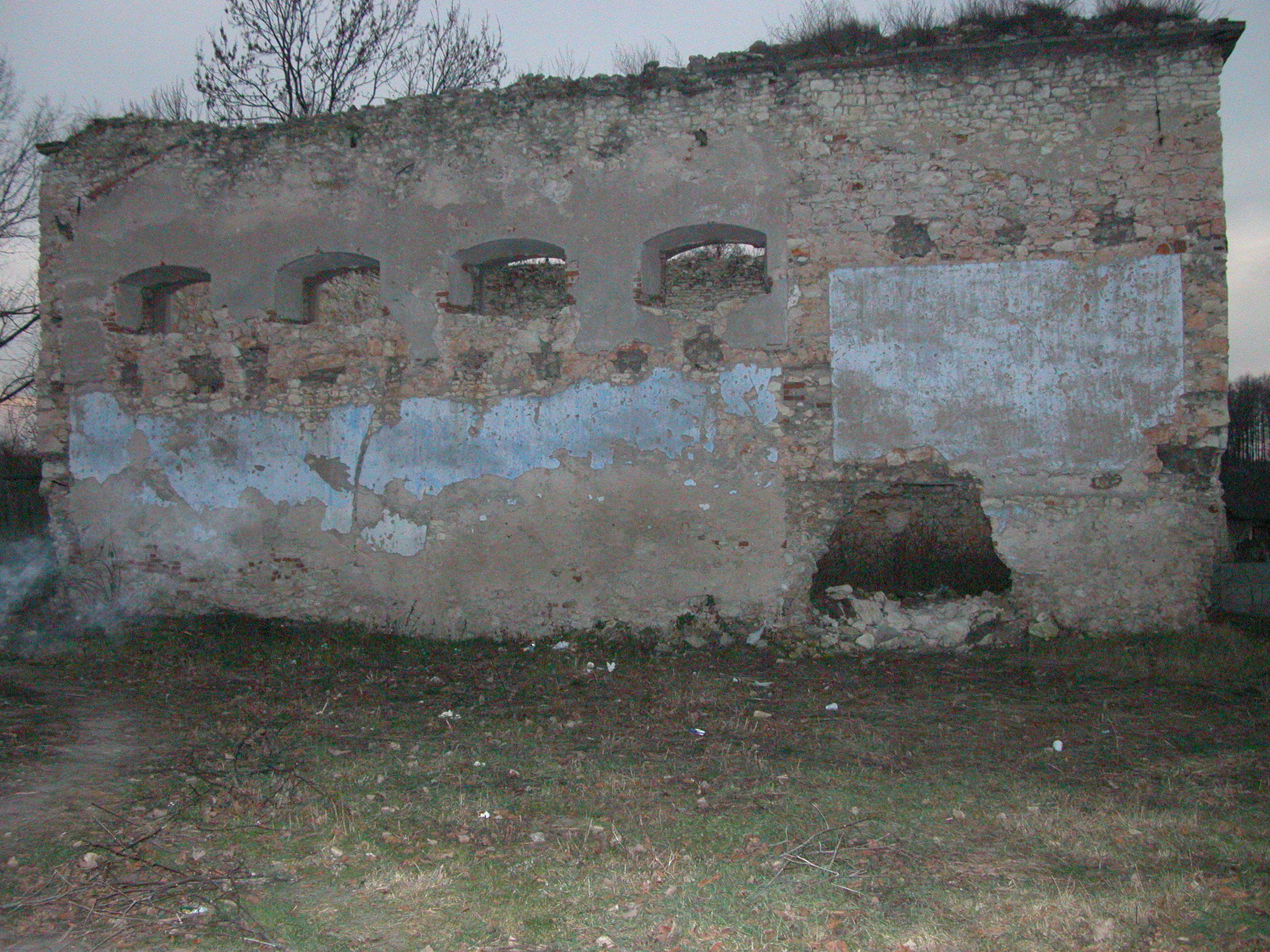
Ruiny dawnej synagogi

- Kościół św. Trójcy ufundowany w 1647 roku przez starostę opoczyńskiego Zbigniewa Oleśnickiego i zbudowany w stylu wczesnobarokowym na planie krzyża. Konsekrowany w 1655 roku. Fasadę przebudowano w 1782 roku. Na fasadzie znajduje się rzeźba wyobrażająca Trójcę Świętą; przedłużeniem fasady są wieże z dzwonami z 1653; sklepienie prezbiterium ozdobione jest cenną dekoracją stiukową z motywami roślinnymi i sceną Wniebowzięcia; w środku kościoła znajdują się wejścia do krypt grobowych. Dostrzegalne jest podobieństwo kościoła w Tarłowie do kościoła św. Piotra i Pawła na Antokolu w Wilnie.
  - w  kaplicy Pana Jezusa znajduje się jedna z najcenniejszych w Polsce XVII wiecznych dekoracji stiukowych, która przedstawia taniec śmierci. Jej autor pozostaje nieznany.

Kościół został wpisany do rejestru zabytków nieruchomych (nr rej.: A.571 z 27.07.1931 i z 15.06.1967).
- Cmentarz parafialny, najstarsza część z przełomu XVIII i XIX w. (nr rej.: A.572 z 14.06.1988)[11].
- Dawny cmentarz żydowski z przełomu XVI i XVII w. (nr rej.: A.573 z 14.06.1988)[11].
- Ruiny synagogi z 1786

## Sport
W Tarłowie, od 1997 roku, działa klub piłki nożnej, KS Tarłów, występujący w sezonie 2019/20 w B klasie, będącej ósmą, pod względem ważności klasą, męskich ligowych rozgrywek piłkarskich w Polsce. Największym sukcesem zespołu do roku 2019, były występy w klasie okręgowej, w sezonie 2007/2008.